# 保存灯台

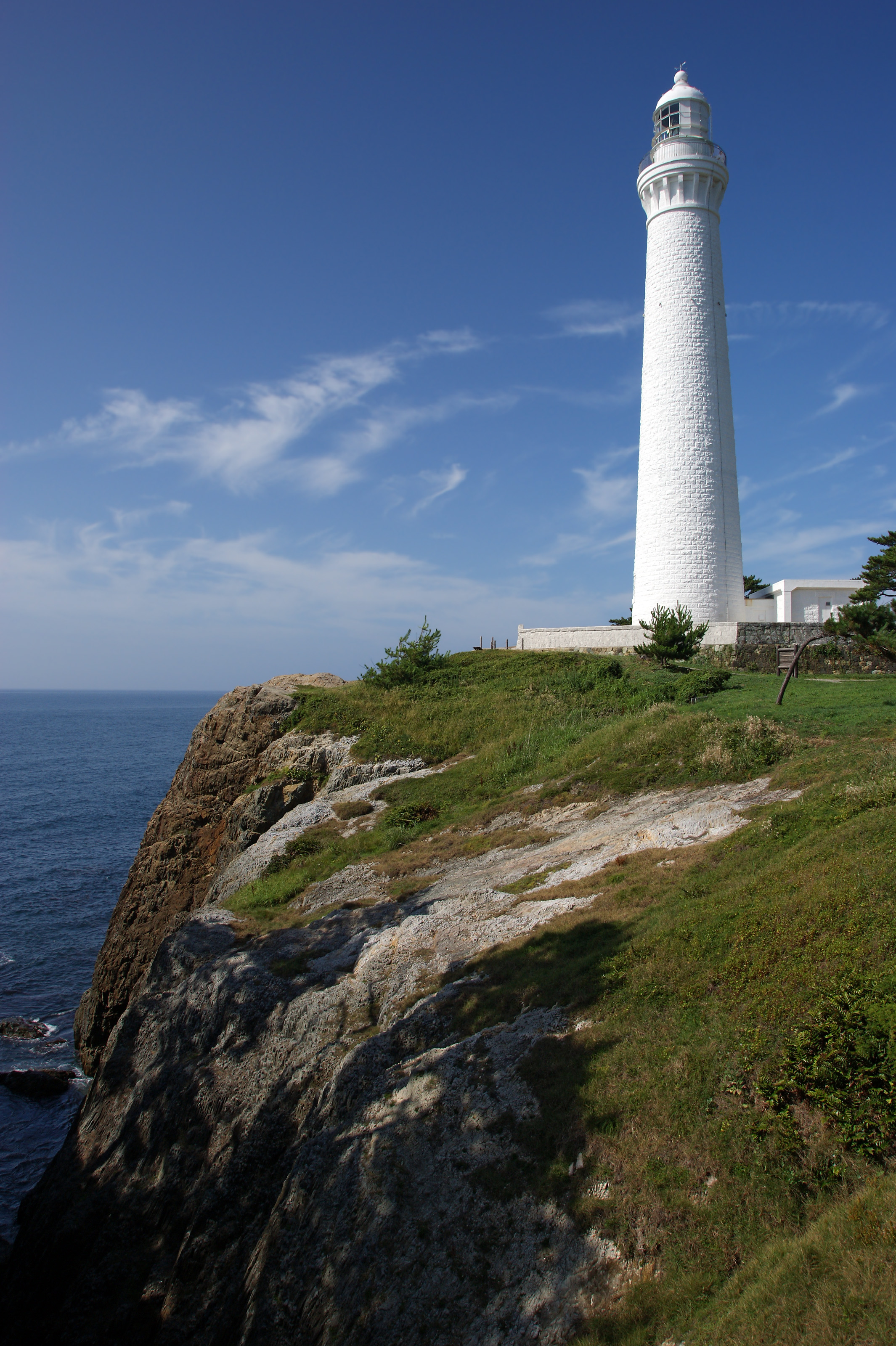
出雲日御碕灯台（島根県出雲市）

保存灯台（ほぞんとうだい）は、明治時代に建設された現役の灯台の中で、特に歴史的・文化財的価値が高いものを海上保安庁が選んで、保存処置しているもの。

## 概要
日本の灯台のうち、明治時代に建設され、今なお現役で活躍しているものは67基あるが、築後100年ほどを経過したことで、歴史的・文化財的価値をも増してきている。そこで灯台を管轄する海上保安庁では、1985年（昭和60年）に有識者を交えた「灯台施設調査委員会」を結成し、これらの灯台の文化資産的価値を検討し、価値の高い順にAランク（23基）、Bランク（10基）、Cランク（16基）、Dランク（18基）と4段階に区分した。そして、1991年（平成3年）には「灯台施設保全委員会」を設置し、Aランクに指定された灯台について、景観を損ねない改修や保存方法をはかっている。これらの灯台を、一般に「保存灯台」と呼ぶ。
なお、灯台施設調査委員会が発足する以前にも灯台の保存活動は行われており、初代酒田灯台、2代目和田岬灯台や初代安乗埼灯台の様に老朽化が懸念され、元の場所に設置が困難な灯台の場合、文化施設等に移設され保存されている灯台もある。

## Aランクの保存灯台一覧
前述の通り、Aランクの保存灯台は全国に23基が存在する。
| 画像 | 灯台名         | 所在地                               | 初点灯日                        | 文化財     |
| ---- | -------------- | ------------------------------------ | ------------------------------- | ---------- |
|      | 尻屋埼灯台     | 青森県下北郡東通村尻屋字尻屋崎1-1    | 1876年（明治9年）10月20日       | 重要文化財 |
|      | 金華山灯台     | 宮城県石巻市鮎川浜金華山             | 1876年（明治9年）11月1日        |            |
|      | 犬吠埼灯台     | 千葉県銚子市犬吠埼9576               | 1874年（明治7年）11月15日       | 重要文化財 |
|      | 姫埼灯台       | 新潟県佐渡市両津大川                 | 1895年（明治28年）12月10日      |            |
|      | 禄剛埼灯台     | 石川県珠洲市狼煙町                   | 1883年（明治16年）7月10日       |            |
|      | 神子元島灯台   | 静岡県下田市神子元島                 | 1871年1月1日（明治3年11月11日） |            |
|      | 清水灯台       | 静岡県静岡市清水区三保               | 1912年（明治45年）3月1日        | 重要文化財 |
|      | 御前埼灯台     | 静岡県御前崎市御前崎1581             | 1874年（明治7年）5月1日         | 重要文化財 |
|      | 菅島灯台       | 三重県鳥羽市菅島町122                | 1873年（明治6年）7月1日         | 重要文化財 |
|      | 経ヶ岬灯台     | 京都府京丹後市丹後町袖志             | 1898年（明治31年）12月25日      | 重要文化財 |
|      | 潮岬灯台       | 和歌山県東牟婁郡串本町潮岬2877       | 1873年（明治6年）9月15日        |            |
|      | 友ヶ島灯台     | 和歌山県和歌山市加太友ヶ島灯台下     | 1872年（明治5年）8月1日         |            |
|      | 江埼灯台       | 兵庫県淡路市野島江崎                 | 1871年（明治4年）6月14日        | 重要文化財 |
|      | 美保関灯台     | 島根県松江市美保関町美保関字大平     | 1903年（明治36年）4月1日        | 重要文化財 |
|      | 出雲日御碕灯台 | 島根県出雲市大社町日御碕秋台原山1478 | 1903年（明治36年）4月1日        | 重要文化財 |
|      | 角島灯台       | 山口県下関市豊北町大字角島           | 1876年（明治9年）3月1日         | 重要文化財 |
|      | 男木島灯台     | 香川県高松市男木町字洲鼻1064番地     | 1895年（明治28年）12月10日      |            |
|      | 鍋島灯台       | 香川県坂出市与島町字西方1016番地     | 1872年（明治5年）11月15日       | 重要文化財 |
|      | 釣島灯台       | 愛媛県松山市泊町1433番地             | 1873年（明治6年）6月15日        | 重要文化財 |
|      | 室戸岬灯台     | 高知県室戸市室戸岬町6939             | 1899年（明治32年）4月1日        |            |
|      | 部埼灯台       | 福岡県北九州市門司区大字白野江       | 1871年（明治5年）1月22日        | 重要文化財 |
|      | 水ノ子島灯台   | 大分県佐伯市水ノ子島                 | 1904年（明治37年）3月20日       |            |
|      | 鞍埼灯台       | 宮崎県日南市南郷町大島               | 1884年（明治17年）8月15日       | 重要文化財 |